# Chassignelles
Chassignelles is een gemeente in het Franse departement Yonne (regio Bourgogne-Franche-Comté) en telt 288 inwoners (2004). De plaats maakt deel uit van het arrondissement Avallon.

## Geografie
De oppervlakte van Chassignelles bedraagt 12,8 km², de bevolkingsdichtheid is 22,5 inwoners per km².
De onderstaande kaart toont de ligging van Chassignelles met de belangrijkste infrastructuur en aangrenzende gemeenten.

## Demografie
Onderstaande figuur toont het verloop van het inwonertal (bron: INSEE-tellingen).